# Central City (DC Comics)
Central City è una città immaginaria dell'Universo DC, creata nel settembre-ottobre 1956 su Showcase n. 4.
È la patria del secondo Flash (Barry Allen); è collegata grazie a un ponte a Keystone City, patria del primo Flash (Jay Garrick) e del terzo (Wally West).

## Ubicazione
L'ubicazione di Central City fu definita vagamente nel corso degli anni, similmente alle altre città immaginarie della DC Comics Metropolis e Gotham City. Negli anni settanta, si seppe che Central City si poteva collocare in Ohio, nell'esatto luogo della reale città di Athens (come mostrato in Flash nº 228 nel 1974). In Flash n. 2 (vol.2) del 1978, proprio dopo la conclusione di Crisi sulle Terre infinite, Central City fu spostata in Florida. Negli anni novanta, Central City verrà mostrata con ubicazione in Missouri, vicino al confine con il Kansas, e quindi adiacente a Keystone City. In DC: La nuova frontiera Barry Allen viene chiamato il "Flash dell'Illinois" da Hal Jordan, facendo presumere che Central City si trovasse in quello Stato.

## Statistiche
In Flash (seconda serie) n. 2 la popolazione della città è stimata in 290 000 persone, ma l'Atlas of the DC Universe negli anni novanta indica 750 000 persone.

## Residenti celebri
Dal 1956 fino approssimativamente al 1985, Central City fu difesa da Flash (lo scienziato della polizia Barry Allen) contro una miriade di nemici, tra cui Gorilla Grodd, Capitan Cold, il Mago del Tempo, Mirror Master e il Professor Zoom, l'Anti-Flash.
Dopo la morte di Barry Allen in Crisi sulle Terre infinite, la maggior parte di questi nemici, così come il successore di Barry Wally West, si trasferirono a Keystone City, che grazie all'effetto dell'alterazione della realtà di Crisi, non era la città gemella di Central City.

## Geografia interna, istituzioni e confini
Durante gli anni in cui la serie del secondo Flash fu scritta da Cary Bates, Central City fu apparentemente divisa tra Est di sopra ed est di sotto e tra East Side e West Side, così come la regione del centro.
A Central City è presente il Museo di Flash, un museo dedicato all'eroe della città.
Il giornale simbolo di Central City è il Picture-News, per cui la moglie di Barry, Iris Allen, una volta lavorava come reporter.

## Altri media
Central City è la base di Barry Allen anche nelle serie televisive Flash e The Flash.